# Detonatiesnelheid
Detonatiesnelheid is de snelheid in meter per seconde waarmee een detonatiegolf zich door een explosief verplaatst. Hoe hoger de snelheid van het verloop een chemische reactie hoe groter de detonatiesnelheid.  Detonatiesnelheden in vaste stoffen bereiken waarden tussen 3000 en 10000 m/s. In vloeistoffen en gassen ligt de detonatiesnelheid lager.   
| Explosief                            | Afkorting               | Detonatiesnelheid (m/s) | Dichtheid (g/cm³)       |
| Aromatische explosieven              | Aromatische explosieven | Aromatische explosieven | Aromatische explosieven |
| ------------------------------------ | ----------------------- | ----------------------- | ----------------------- |
| 1,3,5-trinitrobenzeen                | TNB                     | 7.450                   | 1,6                     |
| 1,3,5-triazido-2,4,6-trinitrobenzeen | TATNB                   | 7.300                   | 1,71                    |
| 4,4’-dinitro-3,3’-diazenofuroxaan    | DDF                     | 10.000                  | 2,02                    |
| Trinitrotolueen                      | TNT                     | 6.900                   | 1,6                     |
| Trinitroaniline                      | TNA                     | 7.300                   | 1,72                    |
| Tetryl                               |                         | 7.570                   | 1,71                    |
| Picrinezuur                          | TNP                     | 7.350                   | 1,7                     |
| Diazodinitrofenol                    | DDNP                    | 6.000                   | 1,63                    |
| Ammoniumpicraat                      |                         | 7.150                   | 1,6                     |
| Methylpicraat                        |                         | 6.800                   | 1,57                    |
| Ethylpicraat                         |                         | 6.500                   | 1,55                    |
| Picrylchloride                       |                         | 7.200                   | 1,74                    |
| Trinitrocresol                       |                         | 6.850                   | 1,62                    |
| Loodstyfnaat                         |                         | 5.200                   | 2,9                     |
| Triaminotrinitrobenzeen              | TATB                    | 7.350                   | 1,80                    |
| Alifatische explosieven              |                         |                         |                         |
| Methylnitraat                        |                         | 8.000                   | 1,21                    |
| Nitroglycol                          | EGDN                    | 8.000                   | 1,48                    |
| Nitroglycerine                       | NG                      | 7.700                   | 1,59                    |
| Mannitolhexanitraat                  | MHN                     | 8.260                   | 1,73                    |
| Penta-erytritoltetranitraat          | PETN                    | 8.400                   | 1,7                     |
| Ethylenedinitramine                  | EDNA                    | 7.570                   | 1,65                    |
| Nitroguanidine                       | NQ                      | 8.200                   | 1,7                     |
| Cyclotrimethyleentrinitramine        | RDX                     | 8.750                   | 1,76                    |
| Cyclotetramethyleentetranitramine    | HMX                     | 9.100                   | 1,91                    |
| Hexanitrohexaazaisowurtzitaan        | HNIW or CL-20           | 9.400                   | 2,04                    |
| Tetranitroglycoluril                 | Sorguyl                 | 9.150                   | 1,95                    |
| Octanitrocubaan                      | ONC                     | 10.100                  | 2,0                     |
| Nitrocellulose                       | NC                      | 7.300                   | 1,2                     |
| Ureumnitraat                         | UN                      | 4.700                   | 1,59                    |
| Organische explosieven               |                         |                         |                         |
| Acetonperoxide                       | TATP                    | 5.300                   | 1,18                    |
| Diacetylperoxide                     |                         |                         |                         |
| Anorganische explosieven             |                         |                         |                         |
| Kwikfulminaat                        |                         | 4.250                   | 3,0                     |
| Loodazide                            |                         | 4.630                   | 3,0                     |
| Zilverazide                          |                         | 4.000                   | 4,0                     |
| Ammoniumnitraat                      | AN                      | 5.270                   | 1,3                     |